# کالبورا بیچ
کالبورا بیچ (به انگلیسی: Culburra Beach) یک منطقهٔ مسکونی در استرالیا است که در نیو ساوت ولز واقع شده‌است.